# Nedžad Hasanbegović
Nedžad Hasanbegović, conosciuto negli Stati Uniti d'America come Jado Hasanbegovic (Sarajevo, 8 gennaio 1948 – Mostar, 10 novembre 2023), è stato un calciatore jugoslavo, di ruolo attaccante.

## Carriera
Si forma calcisticamente nell'Iskra di Sarajevo, per poi passare nel 1968 al Sarajevo, club della massima serie jugoslava nel quale militerà sino all'inverno 1970. Con i Bordo-Bijeli ha giocato 12 incontri ufficiali, segnando una rete.
Negli anni seguenti milita nello Sloga Doboj, nello Jedinstvo Brčko e nel FK FAP.
Nella stagione 1975 viene ingaggiato dalla neonata franchigia NASL dei S.A. Thunder. Con i texani non riuscì a superare la fase a gironi del torneo.
Nella stagione 1977 è in forza ai Connecticut Bicentennials, non riuscendo ad accedere alla fase finale del torneo nordamericano.
Inizia la stagione 1978 in forza al Oakland Stompers, per poi passare ai Chicago Sting, con cui raggiunge gli ottavi di finale dei play-off.
Nel corso della stagione 1979 passa ai Memphis Rogues, restandovi anche nel campionato 1980, senza mai superare la fase a gironi.
Con i Rogues si dedicò anche all'indoor soccer, raggiungendo la finale della North American Soccer League Indoor 1979-1980, persa contro i T.B. Rowdies.